# Euphorbia bouleyi
Euphorbia bouleyi är en törelväxtart som beskrevs av Spencer Le Marchant Moore. Euphorbia bouleyi ingår i släktet törlar, och familjen törelväxter. Inga underarter finns listade i Catalogue of Life.